# Kniezsa István
Kniezsa István (Trsztena, 1898. december 1. – Budapest, 1965. március 15.) Kossuth-díjas nyelvész, nyelvtörténész, szlavista, a Magyar Tudományos Akadémia levelező (1939), majd rendes (1947) tagja, a 20. századi magyar nyelvészet kimagasló alakja.
Fő kutatási területei: a magyar nyelv szláv jövevényszavai, a magyar helyesírás története, névtani vizsgálatok, különös tekintettel a Kárpát-medence helynévanyagára, szlavisztikai kérdések. 

## Életpályája
Az Árva vármegyei Trsztena községben született, szlovák nemzetiségű földműves családban. Iskoláit szülőfalujában kezdte, majd a nyitrai piarista gimnáziumban folytatta. 1916 tavaszán behívták katonai szolgálatra. A VII. osztály elvégzése után „hadi érettségi”-t tett, majd részt vett az első világháborús harcokban Erdély határának közelében. A harctéren súlyos sebesüléseket szenvedett, jobb kézfeje csaknem teljesen megbénult. A háború után áttelepült Győrbe, ahol 1921-ig a katonaságnál szolgált. Ezután 1927-ig Budapesten dolgozott irodasegédtisztként az államrendőrségen. Közben 1923-tól három féléven át a Pázmány Péter Tudományegyetemen jogot hallgatott.
Az 1924/1925-ös tanévben beiratkozott a Bölcsészettudományi Kar magyar–történelem szakára. Választott harmadik szakként a szlavisztikát is fölvette. Gombocz Zoltántól és Melich Jánostól tanult. Tagja volt az Eötvös Collégiumnak. 1928-ban doktori szigorlatot tett magyar nyelvészetből, szlavisztikából és magyar történelemből.
1928-tól ösztöndíjas külföldi tanulmányutak keretében képezte tovább magát a szlavisztika terén, először másfél évig (1928–1930) Berlinben, Max Vasmer irányításával, majd 1930/1931-ben és 1934/1935-ben Varsóban, Krakkóban és Lwówban (ma Lviv). Krakkói mesterei is a tudományterület nagyjai közé tartoztak. Kniezsa ezekben az években széles körű tájékozottságra tett szert, és aktív tagjává vált a nemzetközi tudományos életnek. 
Közben 1930-ban gyakornok lett az Országos Széchényi Könyvtárban. 1934-ben könyvtárnoknak nevezték ki. Itt dolgozott 1940-ig.  
1934-ben magántanári képesítést szerzett a Pázmány Péter Tudományegyetemen „A szláv filológia, különös tekintettel a nyugati szláv nyelvekre” tárgykörből. Ugyanitt 1938-tól rendkívüli tanár lett. A debreceni Tisza István Tudományegyetemen is tartott előadásokat. A magyar nyelvészek közösségének mindvégig fontos tagja volt. Igen sokra értékelte a Magyar Nyelvtudományi Társaság szerepét a fiatal kutatók tudományos fejlődésében. 1940-ben kinevezték a kolozsvári egyetemre a szlavisztika nyilvános rendes tanárának. 1941-ben, Melich János nyugdíjba vonulása után meghívást kapott a Pázmány Péter Tudományegyetem szlavisztikai tanszékére, melynek nyilvános rendes tanára és tanszékvezetője lett. Ő vezette a tanszéket élete végéig. 1957 januárjától egy féléven át a Bölcsészettudományi Kar dékáni tisztségét is betöltötte. Termékeny munkásságát megszakítva érte a halál 66 éves korában, infarktus következtében. 
1945 után a kutatás szervezettsége megnőtt, az utánpótlás biztosítása előtérbe került. Ebben a folyamatban Kniezsa István központi szerepet játszott, új szemléletet hozva a hazai szlavisztikában, amely korábban főként a magyar vonatkozású jelenségeket állította a középpontba. Kniezsa megfogalmazta, hogy a szó teljes értelmében az tekinthető szlavistának, aki ismeri az óegyházi szláv nyelvet, olvas minden szláv nyelven, és teljesen otthon van egy szláv nyelvben és kultúrában. Ennek jegyében indította útra sokoldalúan képzett tanítványai egész sorát. Mestere szellemi örökségét Kiss Lajos közvetítette a jövő felé. 

## Munkássága
Kutatásainak időrendben első, és a továbbiakban is kiemelten fontos területe a magyar helyesírás- történet. Ehhez kapcsolódik doktori disszertációja: A magyar helyesírás a tatárjárásig (1928). A fiatal tudós itt már teljes szakmai fegyverzetben, hatalmas okleveles anyag alapján elemzi az egyes hangok jelölését a korai emlékekben. Amikor a Magyar Tudományos Akadémia levelező tagja lesz, ismét e témakörből tartja székfoglaló előadását, melynek címe: Kódexeink helyesírása (1940). Életének egyik fő műve a Helyesírásunk története a könyvnyomtatás koráig (1952), melyet 1953-ban Kossuth-díjjal jutalmaztak. Ez a könyv az ómagyar kor egészét átfogva mutatja be a kancelláriai helyesírás kialakulását, eredetét, az emlékek különféle típusaiban megjelenő sajátosságait, valamint folyamatos továbbélését a középkori magyar írásbeliségben. Kniezsa részletes elemzést szentel a kódexek és kódexcsaládok helyesírásának, ezen belül külön is az ún. Huszita biblia hangjelölésének, melynek eredetére nézve meggyőzően kimutatja a Jan Hus által a cseh helyesírásra kidolgozott mellékjeles rendszer hatását. E monográfiával egy időben jelenik meg A magyar helyesírás története című tankönyve (1952, 1959), mely a téma első teljes feldolgozását adja rendkívül tömör és lényeglátó módon. E mű évtizedeken át alapvető szerepet játszott az egyetemi oktatásban. A fentiek alapján Kniezsa a magyar helyesírás-történet legnagyobb alakjának tekinthető. Ezzel párhuzamosan a hangtörténet is sokat köszönhet vizsgálatainak. 
Kniezsa munkásságának központi, rendkívül szerteágazó területe a helynévkutatás, mely szorosan kapcsolódik a Kárpát-medencében élő népek és nyelvek középkori történetéhez, megvilágítja ezek névadási módjait, az egyes nevek eredetét, a nevek átvételének kérdéseit, számolva azokkal a történeti és településtörténeti kérdésekkel is, amelyek szoros összefüggésben vannak a helynévanyag alakulásával. Néhány kiemelten fontos műve e területről: Magyarország népei a XI. században (1938), Erdély víznevei (1942), Keletmagyarország helynevei (1943), A párhuzamos helynévadás (1944). Vizsgálataihoz szilárd alapot teremtett az általa gyűjtött anyag gazdagsága, a szerzőnek a különféle nyelvekben és azok nyelvészeti szakirodalmában való jártassága, az éles kritikai szellem és a világosan kidolgozott módszertan. Rendszerezéseit értékes térképmellékletek kísérik. Fontos eredményeket ért el az erdélyi szász és román településnevek keletkezéstörténetével kapcsolatosan is. Akadémiai rendes tagsági székfoglalóját Moldva történelmi vízrajza címmel tartotta (1948). A helynevek mellett a személynevek, közelebbről a családnevek is foglalkoztatták. E téren elért eredményeit mutatja A magyar és szlovák családnevek rendszere (1965). A fenti témakörbe tartozó legjelentősebb munkái Kiss Lajos gondozásában és bevezetőjével 2000–2003 között újra napvilágot láttak. 
Életművének központi alkotása A magyar nyelv szláv jövevényszavai című impozáns monográfia (1955). Ennek megírását már egyetemista korában tervezte, az anyag jelentős részét 1930-ra össze is állította. A könyv megírására 1952 után tudott sort keríteni; ekkor két év alatt elkészítette a szótárszerű beosztást követő, több mint 1000 oldalas első kötetet (1955). E mű megalkotására ő volt hivatott, aki egyaránt otthon volt a magyar és a szláv filológiában, emellett a germanisztikában, a román és az oszmán-török nyelvtörténetben is, így biztos kézzel tudta megrajzolni az egyes szavak útját a közép-kelet-európai nyelvek világában. Elemzéseiben a hangtörténeti, jelentéstani, szóföldrajzi és művelődéstörténeti szempontok egyaránt jelen vannak; az esetek jelentős hányadában ez lehetőséget adott számára a közelebbi átadó nyelv meghatározásához is. A szócikkek száma több mint 2000; ezen belül elkülönülnek egymástól a biztosan szláv eredetű szavak, a bizonytalan esetek és a korábban a szlávból magyarázott, de nem onnan származó elemek. E nagyszerű műnek folytatása lett volna a nyelvészeti és művelődéstörténeti tanulságokat rendszerező második kötet, ennek elkészítésére azonban már nem került sor. 
A fenti könyv egyszerre tárja az olvasó elé a szlavistát és a szókészlet kutatóját. Kniezsa mindkét területet külön-külön is művelte. Speciális szlavisztikai munkái éppoly jelentősek, mint a magyar szókészlet egyes rétegeire vagy elemeire vonatkozó írásai. Igen fontosak a cseh irodalmi nyelvre és ennek a felső-magyarországi írásbeliségben a szlovákok körében való korai használatára vonatkozó vizsgálatai is.  
Szerkesztői tevékenysége ugyancsak sokrétű volt. Meghatározó szerepet játszott egy közép-kelet-európai idegen nyelvű interdiszciplináris folyóirat, az Archivum Europae Centro-Orientalis (1935–1944) életében. Két folyóiratnak is alapító főszerkesztője volt: Études Slaves et Roumaines (1948–1949), Studia Slavica (1955–1965). 
A tudományos közéletben aktívan részt vett. Számos bizottság tagja volt, a Nyelvtudományi Bizottságban az elnöki feladatokat is ellátta. Vezető tisztségeket töltött be a Magyar Nyelvtudományi Társaságban, ennek titkáraként (1944–1948), egyik alelnökeként (1950–1952), majd elnökeként (1953–1959). Tagjává választotta a Szent István Akadémia  (1942), a helsinki Finnugor Társaság, továbbá a lengyel–magyar kapcsolatok ápolását célul tűző Magyar Mickiewicz Társaság .  
Leánya Kniezsa Veronika.

## Díjai, elismerései
- Szily-jutalom (1933)
- Order Odrodzenia Polski (Polonia Restituta) lengyel érdemrend (1948)
- Kossuth-díj (1953)
- Cirill és Metód érdemrend, a bolgár államtól (1963)

## Főbb művei
- A magyar helyesírás a tatárjárásig. A Magyar Nyelvtudományi Társaság Kiadványai 25. Budapest, 1928.
- A magyar zs hang eredete. Magyar Nyelv 29 (1933): 94–104, 142–157.
- Pseudorumänen in Pannonien und in den Nordkarpathen. Ostmitteleuropäische Bibliothek 2. Budapest, 1936.
- Magyarország népei a XI. században. In: Emlékkönyv Szent István király halálának kilencszázadik évfordulóján 2. Szerk. Serédi Jusztinián. Budapest: Franklin, 1938. 365–472.
- Az esztergomi káptalan 1156-i dézsmajegyzékének helységei. Századok 73 (1939): 167–187.
- Erdély víznevei. Erdélyi Tudományos Intézet. Kolozsvár: Minerva Irodalmi és Nyomdai Műintézet R.-T., 1942.
- Keletmagyarország helynevei. In: Magyarok és románok 1. Szerk. Deér József és Gáldi László. Budapest: Athenaeum, 1943. 111–313.
- A párhuzamos helynévadás: Egy fejezet a településtörténet módszertanából. Településtörténeti tanulmányok 2. Budapest: Magyar Történettudományi Intézet, 1944.
- A zobori apátság 1111. és 1113. évi oklevelei, mint nyelvi (nyelvjárási) emlékek. A Debreceni Tudományegyetem Magyar Nyelvtudományi Intézetének Kiadványai 28. Debrecen, 1949.
- Helyesírásunk története a könyvnyomtatás koráig. Nyelvészeti Tanulmányok 2. Budapest: Akadémiai Kiadó, 1952.
- A magyar helyesírás története. Egyetemi Magyar Nyelvészeti Füzetek. Budapest: Tankönyvkiadó, 1952. Második, javított kiadás: 1959.
- A magyar nyelv szláv jövevényszavai I/1–2. Budapest: Akadémiai Kiadó, 1955.
- A magyar állami és jogi terminológia eredete. MTA Nyelv- és Irodalomtudományi Osztályának Közleményei 7 (1955): 237–243, 263–265.
- A magyar szlavisztika problémái és feladatai. MTA Nyelv- és Irodalomtudományi Osztályának Közleményei 12 (1958): 69–90, 117–120.
- A magyar és szlovák családnevek rendszere. Budapest: ELTE, 1965.
- Magyarország népei a XI. században. Kiss Lajos bevezető tanulmányával. Kisebbségkutatás Könyvek. Budapest: Lucidus Kiadó, 2000.
- Kelet-Magyarország helynevei. Kiss Lajos bevezető tanulmányával. Kisebbségkutatás Könyvek. Budapest: Lucidus Kiadó, 2001.
- Helynév- és családnév-vizsgálatok. Kiss Lajos bevezető tanulmányával. Kisebbségkutatás Könyvek. Budapest: Lucidus Kiadó, 2003.